# Daddala floccosa
Daddala floccosa är en fjärilsart som beskrevs av Moore 1882. Daddala floccosa ingår i släktet Daddala och familjen nattflyn. Inga underarter finns listade i Catalogue of Life.